# والری ون در گراف
والری ون در گراف (به انگلیسی: Valerie van der Graaf) (زاده ۱۲ فوریهٔ ۱۹۹۲)  مدل هلندی است.